# Чесма на Слављану
Чесма на Слављану је изграђена 1891 године, као потреба да се регулише безимени поток који је пролазио кроз центар Гацка. Поток је због киша и крашког подручија био чест извор зараза и поплава, па су се због тога чесма, као и његово корито често мјењали и надограђивали. Данас је већи дио корита прекривен и претворен у канал, осим малог дјела на излазу из Гацка према Фазлагића Кули.Чесма је у употреби била педесетих година прошлог вијека.На улазу у воћњак са јужне стране (један од улаза је био и на крајњој сјеверној страни воћњака, гдје је била и љетна кухиња Тановића) налазиле су се двије камене грађевине.